# Шиллинг Ливонского ордена
Шиллинг (Schilling) Ливонского ордена — монета, изготавливалась из биллона, чеканилась с 1424 по 1561 год. 1 шиллинг = 12 пфеннигов (хотя фактическое соотношение было 1 шиллинг = 9 пфеннигов). Диаметр монеты — 18,1—20,1 мм, вес — 0,9 г. В Королевстве Польском известен как «szeląg», Великом княжестве Литовском и Новгородской республике — как «шелег», «шэляг», «склязь».

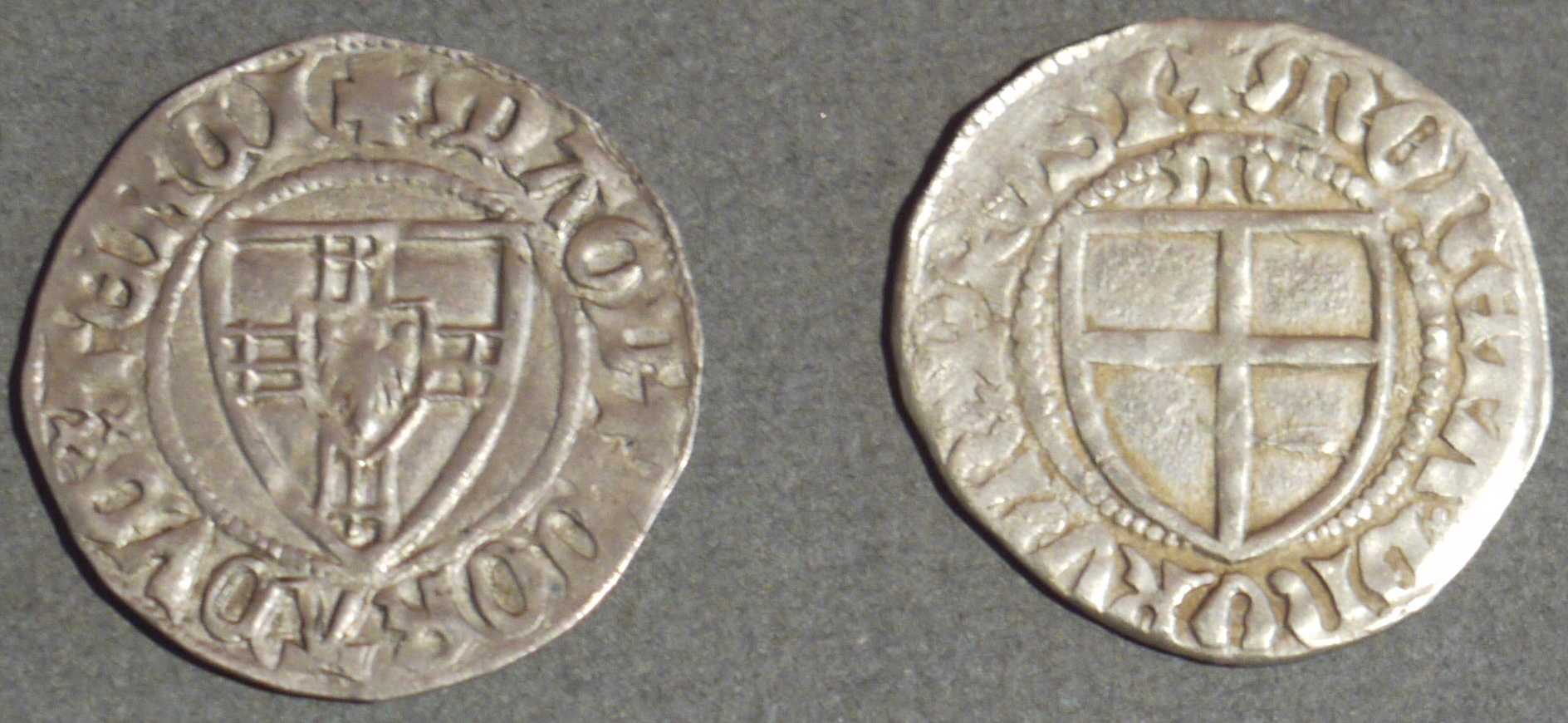
Шиллинг великого магистра Конрада фон Юнгингена (1393-1407).

## История
Ливонский орден начал чеканить свою монету в XIII веке (пфенниги, подобные аналогичным монетам в Европе). Первое свидетельство об этом — разрешение 1211 года епископу Риги Альберту чеканить свою монету по Готландскому стандарту. В этом же веке Рига вошла в Ганзейскую лигу, и через Ливонию Новгород торговал с Европой.
Денежный кризис начала XV века в Ливонском ордене, связанный со стремительно обесценивавшимся посеребренным артигом, чеканившимся орденом, привел к денежной реформе. В 1422 году Законодательное Собрание (Landtag) Ливонской конфедерации решило ввести в оборот «усиленный артиг» (стоимостью 12 пфеннигов), который вскоре стал известен как шиллинг. Чеканить монеты начали скорее всего в 1424 году, это подтверждается и косвенными данными в Псковской летописи. Там в 1424 году отмечено: «Псковичи отложили артугами торговать и приставили мастеров деньги ковать в чистом серебре». Поскольку псковитяне избавились от старых артигов именно в 1424 году, вполне можно предположить, что и чеканка новых ливонских монет началась тогда же.
Традиционно шиллинги, отчеканенные Ливонским орденом, носили крест (длинный или короткий) на одной стороне и герб на другой, с надписью вокруг границы. Титул магистра был с одной стороны, а название города — с другой. Обращает на себя внимание, что на монетах появляются гербы магистров, в то время как на монетах Тевтонского ордена таких гербов не было, несмотря на международный престиж гроссмейстеров. Скорее всего, магистры начали использовать личные гербы после 1471 года, поскольку их претензии на политическое лидерство в Ливонии были часто оспариваемы архиепископом и жителями Риги и ещё потому, что в более ранний период магистров назначал гроссмейстер из Пруссии. Герб был знаком суверенитета.
Шиллинги, как и другая ливонская монета, чеканились в трёх местах: Ревеле, Вендене и Риге. Датирование орденских монет ревельского чекана связано с большими трудностями, так как выпускались они до 1515 года анонимно. На одной стороне этих монет изображен геральдический щит с вписанным крестом различной формы и круговой надписью MAGISTRI•LIVONIE; на другой стороне до денежной реформы 1422—1426 годов помещался крест с тремя ядрами в каждом углу, а со второй четверти XV века — удлиненный крест, делящий круговую легенду MONET•REVALIE в различных вариантах на четыре части.
Отсутствие на монетах имени магистра Ордена и его родового знака объясняется тем, что Ревель, опираясь на свою экономическую мощь, сохранял по отношению к Ливонскому ордену весьма большую самостоятельность. Поэтому, когда в 1515 году магистр Ордена Вольтер фон Плеттенберг решил ставить на монетах, чеканенных в Ревеле, своё имя и родовой знак, он должен был заверить магистрат города, что это не повлечет за собой никаких ограничений привилегий города.
Чеканка монет Орденом в Ревеле продолжалась до 1561 года, когда в результате распада Ливонской конфедерации север Эстонии перешел к Швеции.
В правление магистра Бернхарда фон дер Борха (1471—1483), наряду с выпуском монет в Ревеле, Ливонский орден приступил к чеканке денег в Вендене и Риге. В Вендене монету чеканили магистры Бернхард фон дер Борх, Иоганн Фридрих фон Лоринкгофен (1483—1494), Вольтер фон Плеттенберг (1494—1535), Генрих фон Гален (1551—1557), Йоханн Вильгельм фон Фюрстенберг (1557—1559) и Готхард Кетлер (1559—1562). В Риге начиная с магистра Бернхарда фон дер Борха монеты чеканили все правители Ордена за исключением Фридриха фон Лоринкгофена, Германа фон Брюггеноэ и Иоганна фон дер Рекке.

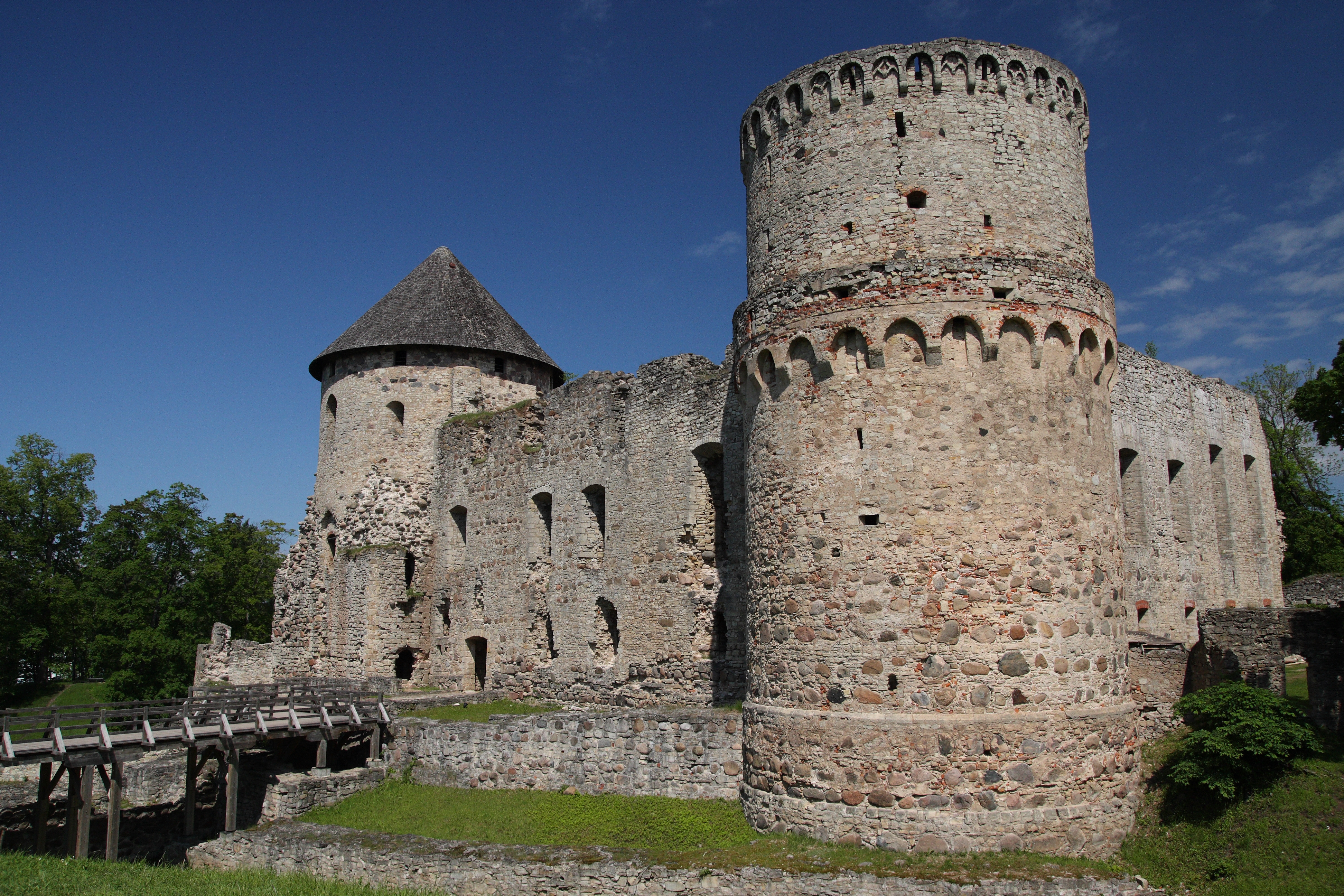
Венденский замок

Шиллинги незначительно отличались в каждом тираже. Чеканка была ручная и от силы и направления удара зависело качество и форма. Каждый мастер имел свои пуансоны гербов, букв и монетных знаков, с помощью которых они изготавливали штемпеля. Поэтому при смене мастеров штемпеля отличались от своих предшественников, особенно в надписях.
Шиллинг отвечал потребностям развивающейся экономики. Купцам необходимы были монеты крупного номинала для уменьшения работы с огромным количеством мелкой монеты. Он был ответом на нужды местного хозяйства. Ливонское зерно вывозилось на запад в большем количестве, чем раньше. Лесная продукция (мед, воск, дерево, мех) и янтарь были востребованы. Возможно впервые, Ливония получила положительное сальдо во внешней торговле и, следовательно, могла позволить серебру утекать из страны. С ростом инфляции, вызвавшей повсеместный рост цен, купцы и чиновники обнаружили, что расчет шиллингами удобнее, чем подсчет груды монет меньшего номинала. Тем не менее, вскоре шиллинг пострадал от инфляции и обесценился в связи с общеевропейской нехваткой серебра и, как следствие, ухудшением качества. В результате, в 1450 году резко выросла популярность нового пфеннига, чеканка которого ранее была прервана на несколько лет.

## Фальшивые шиллинги
Ливонские шиллинги в конце XV — первой половине XVI века имели широкое хождение и в Великом княжестве Литовском и новгородских землях. Большой объём торговли порождал и желание лёгкой наживы, иногда чеканка фальшивых шиллингов принимала промышленные масштабы.
Дошло до того, что 25 января 1493 года магистр Ливонского ордена Иоганн Фридрих фон Лорингхофен вынужден был направить магистру Ревеля грамоту:

«…Дружески вам сообщаем, что некие русские приехали в Ригу из Полоцка, который в Литве, и имели с собой фальшивые монеты, чеканенные по образцу Вендена… Одного из них схватили, и он сказал, что подобных монет отчеканено ½ ласта и они завезены к нам в страну. Итак, любезные и верные, прочтя вышесказанное, оповестите своих бюргеров, жителей и купцов и поступайте соответственно, дабы уберечь себя». — 
Как подсчитал В. Рябцевич, пол-ласта — это 960 килограммов, из которых можно отчеканить 834 782 монеты! Можно сказать, что фальшивомонетчики на равных конкурировали с монетными дворами ордена. В постскриптуме магистр предупреждал:

«И ещё, любезные подданные, эти фальшивые монеты, по-видимому, посланы из Полоцка в Псков, чтобы переслать их оттуда в нашу страну… Если вам станет известно, что кто-нибудь имеет подобные фальшивые монеты, привлекайте его к ответственности».— 
В этом сообщении не говорится кто эти «русские» и где отчеканены монеты, говорится лишь, что прибыли из Полоцка. Полоцк, как известно, один из основных торговых партнёров Риги, куда было удобно добираться по Двине.
Ревельские власти вняли предупреждению. Продолжение этой истории можно найти в «Хронике провинции Ливонии» Балтазара Рюссова, где говорится об аресте в 1494 году ливонских купцов в Новгороде, в отмщение за то, что ревельцы «до смерти сварили» в котле кипящего масла одного русского, который в их городе чеканил фальшивые шиллинги. Скорее всего, он не чеканил, а сбывал на ревельском рынке продукцию фальшивомонетчиков.
Подтверждением подделки ливонских шиллингов служит монетный клад, найденный в 1997 году в Полоцке, а также неоднократные находки отдельных монет. В 1997 году был найден клад в Полоцке на берегу реки. Исследование показало, что все монеты являются подделками под ревельские шиллинги. Монетные штемпели были изготовлены двумя резчиками, один из которых сделал довольно удачные реплики монет, другой — только их неграмотную имитацию. Металл при их изготовлении использовался абсолютно разный: медь, латунь, серебро (даже близкое к химически чистому!), в то время как подлинные шиллинги изготавливались из биллона. Плющение металла осуществлялось в листы разной толщины, поэтому монетные кружки приблизительно правильных шиллинговых размеров (диаметр — 18,1—20,1 мм) имеют значительные колебания массы (0,60—1,45 г). Чеканка, как и на монетных дворах Ливонии, велась несопряженными штемпелями. Наиболее вероятное время появления этих монет — период между 1540 и 1550 годами.
Место, где чеканились фальшивые шиллинги, достоверно не определено. Хотя ряд исследователей поддерживает мнение В. Рябцева о их чеканке в Полоцке, существует версия о их производстве в Новгороде (тогда в Полоцк они могли попадать транзитом).
В пользу полоцкой версии даются такие аргументы:
1. Клад найден в Полоцке.
2. Монеты данного клада являются полуфабрикатами.
Описание некоторых массово подделывавшихся шиллингов:
Чеканка г. Вендена
- 1. Магистр Иоганн Фридрих фон Лоринкгофен 1483—1494 годы.

Аверс: Родовой герб магистра Ливонского ордена Иоганна Фридриха фон Лоринкгофена. Между ободками круговая надпись: MAGISTRI•LIVONIE
Реверс: Орденский крест, делящий на четыре части круговую надпись: MON•ETA•WEN•ENS (буква D закрывается перекладиной креста — WENDENS)
- 2. Магистр Вольтер фон Плеттенберг 1494—1535 годы.

Аверс: Родовой герб магистра Ливонского ордена Вольтера фон Плеттенберга. Между ободками круговая надпись: MAGISTRI•LIVONIE
Реверс: Орденский крест, делящий на четыре части круговую надпись: MON•ETA•WEN•DEN
Подделывались также и ревельские шиллинги без гербов магистров (с крестами).
В 1561 году орден распался, и чеканка монет прекратилась.